# おわら玉天

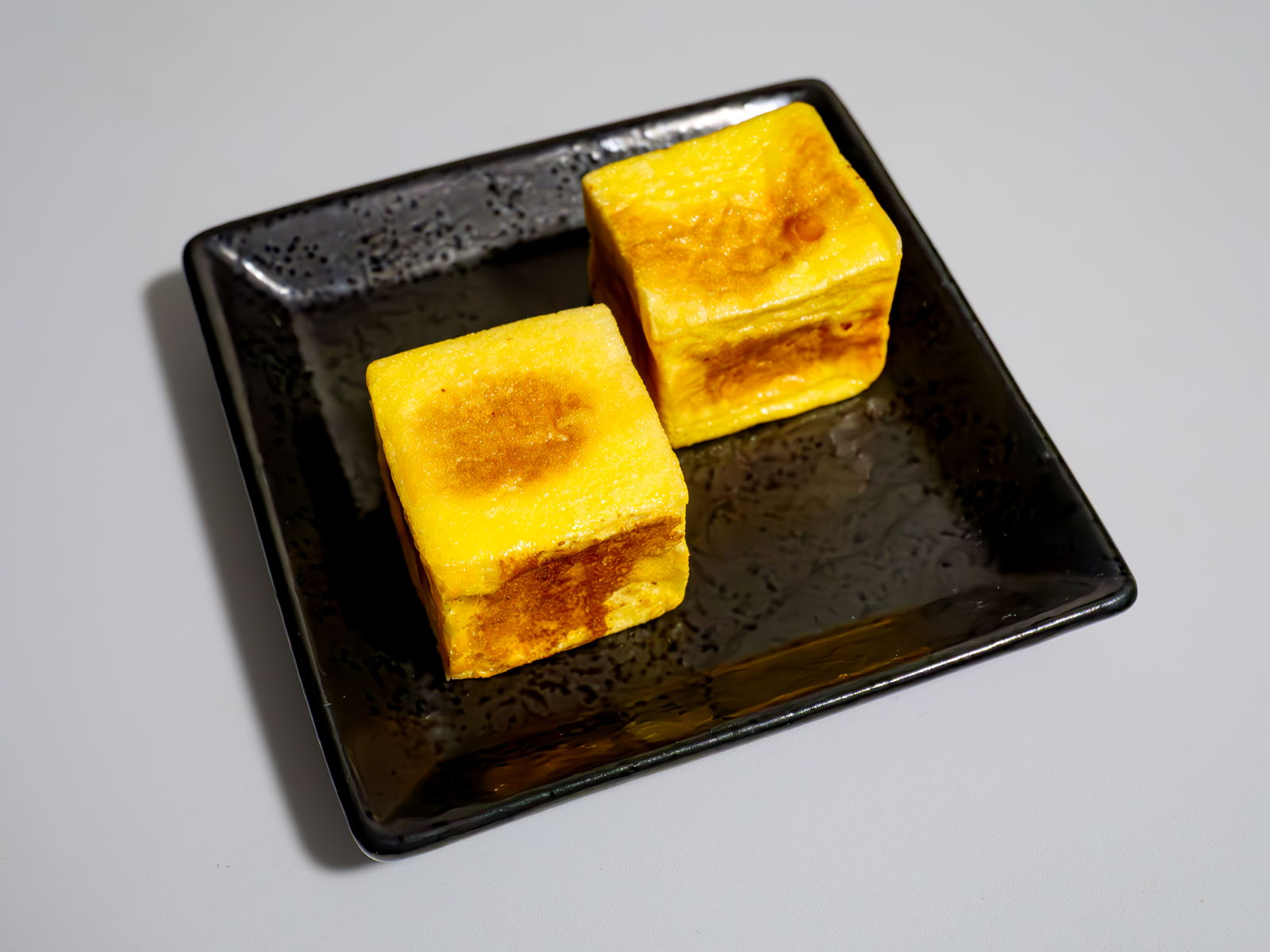
おわら玉天

おわら玉天（おわらたまてん）は、富山県の銘菓。富山の三大銘菓の1つに挙げられる。

## 概要
富山市八尾町で製造・販売される和菓子である。
泡立てた卵白に寒天と砂糖の蜜を加えて立方体の形に固め、表面に卵黄を塗って焼き上げた菓子である。外側の香ばしさと中のふわふわとした食感、口の中で淡雪のように溶けるのが特徴。

## 製造・販売
- 林盛堂- 1877年（明治10年）創業で、八尾町最古の菓子店である[2]。パッケージは棟方志功のデザインであり、棟方もおわら玉天を好んだと言われる[2]。
- おわら玉天本舗 - 明治初期に創業[3]。

## 価格改定
林盛堂では、鶏卵、砂糖といった原材料費の値上がりに加え、電気代の高騰により、2023年2月から10円値上げし1個130円での販売となった。値上げは10年ぶりのこととなる。